# Mike Fisher (Eishockeyspieler)
Michael Andrew „Mike“ Fisher (* 5. Juni 1980 in Peterborough, Ontario) ist ein ehemaliger kanadischer Eishockeyspieler, der im Verlauf seiner Karriere über 1200 Spiele für die Ottawa Senators und die Nashville Predators in der National Hockey League auf der Position des Centers bestritten hat. Er hatte seine aktive Laufbahn bereits im August 2017 für beendet erklärt, von Februar bis Mai 2018 allerdings ein kurzes Comeback bei den Predators gegeben. Für sein soziales Engagement erhielt Fisher im Jahr 2012 den NHL Foundation Player Award. Darüber hinaus gewann er mit der kanadischen Nationalmannschaft in den Jahren 2005 und 2009 zwei Weltmeisterschafts-Silbermedaillen.

## Karriere
Der 1,85 m große Mittelstürmer begann seine Karriere bei den Sudbury Wolves in der kanadischen Juniorenliga Ontario Hockey League, bevor er beim NHL Entry Draft 1998 als 44. in der zweiten Runde von den Ottawa Senators ausgewählt wurde.
Seine erste NHL-Saison spielte der Rechtsschütze in der Spielzeit 1999/2000, als er 32 Spiele für den kanadischen Hauptstadtklub absolvierte, dabei vier Mal das Tor treffen konnte und fünf Vorlagen gab. Während des NHL-Lockouts in der Saison 2004/05 stand Fisher beim EV Zug in der Schweizer Nationalliga A auf dem Eis, nach der Saison kehrte er nach Ottawa zurück, um in der Spielzeit 2005/06 mit 22 Toren und ebenso vielen Assists seine mit 44 Scorerpunkten bis zu damaligen Zeitpunkt beste Serie im Trikot der Senators abzuliefern.
Am 27. Dezember 2006 erlitt Fisher eine Verletzung am rechten Knie und musste vier Wochen pausieren, nach seiner Rückkehr zeigte der inoffizielle vierte Mannschaftskapitän schon bald wieder die gewohnten Leistungen in der höchsten nordamerikanischen Profiliga. Am Ende der Saison erreichte er mit den Senators das Stanley-Cup-Finale, unterlag dort jedoch den Anaheim Ducks. In der Spielzeit 2009/10 erzielte Fisher erstmals über 50 Punkte in der National Hockey League. Im Februar 2011 gaben ihn die Senators für ein Erstrunden-Wahlrecht im NHL Entry Draft 2011 und ein Drittrunden-Wahlrecht für den NHL Entry Draft 2012 an die Nashville Predators ab.
Im Juli 2014 zog sich Fisher einen Riss der Achillessehne zu und fiel ca. vier Monate aus. In der folgenden Saison 2015/16 absolvierte Fisher sein 1000. Spiel in der NHL. Im September 2016 wurde er als neuer Mannschaftskapitän der Predators vorgestellt und trat damit die Nachfolge von Shea Weber an, der nach Montréal gewechselt war. Am Ende der Saison 2016/17 erreichte Fisher mit den Predators sein zweites Stanley-Cup-Finale, unterlag dort jedoch den Pittsburgh Penguins. Anschließend gab er im August 2017 im Alter von 37 Jahren das Ende seiner aktiven Karriere bekannt. Im Januar 2018 wurde jedoch überraschend verkündet, dass Fisher und die Predators gemeinsam an einem Comeback des Angreifers arbeiten. Schließlich wurde der Angreifer im Februar 2018 mit einem Vertrag bis zum Saisonende ausgestattet. In der Folge erreichte er mit der Mannschaft die zweite Playoff-Runde, scheiterte dort jedoch an den Winnipeg Jets. Anschließend beendete er seine Karriere endgültig.

### International
Für Kanada nahm Fisher an den Weltmeisterschaften 2005 und 2009 teil, bei denen der Stürmer mit dem Team Canada jeweils die Silbermedaille gewann.

## Erfolge und Auszeichnungen
- 2002 NHL YoungStars Game
- 2012 NHL Foundation Player Award

### International
- 2005 Silbermedaille bei der Weltmeisterschaft
- 2009 Silbermedaille bei der Weltmeisterschaft

## Karrierestatistik

### International
Vertrat Kanada bei:
- Weltmeisterschaft 2005
- Weltmeisterschaft 2009

(Legende zur Spielerstatistik: Sp oder GP = absolvierte Spiele; T oder G = erzielte Tore; V oder A = erzielte Assists; Pkt oder Pts = erzielte Scorerpunkte; SM oder PIM = erhaltene Strafminuten; +/− = Plus/Minus-Bilanz; PP = erzielte Überzahltore; SH = erzielte Unterzahltore; GW = erzielte Siegtore; 1 Play-downs/Relegation; Kursiv: Statistik nicht vollständig)

## Familie
Seit Juli 2010 ist Fisher mit der US-amerikanischen Country-Sängerin Carrie Underwood verheiratet. Das Paar ist bereits seit Oktober 2008 liiert, nachdem sie sich auf einem Konzert in Toronto über gemeinsame Freunde kennengelernt hatten. Im Dezember 2009 hatten sich beide verlobt. Ihr gemeinsamer Sohn kam im Februar 2015 zur Welt.